# Lestes basidens
Lestes basidens là loài chuồn chuồn trong họ Lestidae. Loài này được Belle miêu tả khoa học đầu tiên năm 1997.